# Dolgorepka
Dolgorepka (znanstveno ime Aegithalos caudatus) je majhen ptič pevec iz družine dolgorepk (Aegithalidae). Po telesni zgradbi in vedenju je podobna sinicam, s katerimi se pozimi včasih združuje v mešane jate. Kratek kljun nakazuje, da se prehranjuje z manjšimi žuželkami.
Njena najočitnejša značilnost je dolg rep, po katerem je dobila tudi ime v slovenščini in drugih jezikih (npr. angleško Long-tailed tit). Rep je dolg 7–9 cm, kar je več od dolžine preostalega telesa. Skupaj z repom meri 13–15 cm. Je sivo-rjave barve s črnimi perutmi in repom ter belim trebuhom in vrhom glave. Predstavniki podvrste A. caudatus europaeus, ki živijo v centralni Evropi, so manj pisani, saj imajo sivkast trebuh in temen pas ob strani glave, zaradi križanja pa se pojavljajo tudi vmesni vzorci.
Gnezdi v listopadnih gozdovih z razvito podrastjo v krošnji drevesa ali v grmovju. Gnezdo je zgrajeno iz vejic, ki jih skupaj drži pajčevina, prekrito z lišaji in obloženo s perjem. Samica vanj izleže 6-12 jajc, ki jih vali večinoma sama. Zaradi dolgotrajnega sedenja v gnezdu imajo lahko samice zvit rep. Samice, ki jim je leglo propadlo, pogosto sodelujejo pri vzgoji zaroda sorodnic.
Pozimi se dolgorepke v manjših jatah klatijo naokoli in iščejo hrano. Takrat jih je tudi najlaže opaziti, saj neprestano čivkajo, s čimer si sporočajo položaj. Večino jat sestavljajo osebki iste starosti, saj mladiči iz istega legla celo zimo letijo skupaj, naslednjo jesen pa se preživeli iz legla ponovno zberejo. Jate največkrat štejejo po 10 ali manj osebkov, izjemoma več. Klatijo se le na kratke razdalje in podatki o obročkanih pticah, ki so preletele daljšo pot, so zelo redki.

## Razširjenost
Velika populacija, ki jo samo v Evropi ocenjujejo na 10–24 milijonov osebkov, je razširjena po celotni Evropi in velikem delu Azije vse do Japonske. Občasno jih opazijo še v severni Afriki (Maroko, Tunizija). Zaradi velikega območja razširjenosti in močne populacije ni ogrožena, čeprav prihaja občasno do opaznih nihanj številčnosti.
Tako pozimi kot poleti je v Sloveniji splošno razširjena zaradi obsežnih mešanih in listnatih gozdov, kjer se najraje zadržuje. Pogosta je tudi v kulturni krajini, parkih in vrtovih, še posebej pozimi.

## Podvrste
Podvrste dolgorepke:
- A. c. caudatus – (Linnaeus, 1758)
- A. c. rosaceus – Mathews, 1938
- A. c. europaeus – (Hermann, 1804)
- A. c. aremoricus – Whistler, 1929
- A. c. taiti – Ingram, W, 1913
- A. c. irbii – (Sharpe & Dresser, 1871)
- A. c. italiae – Jourdain, 1910
- A. c. siculus – (Whitaker, 1901)
- A. c. macedonicus – (Salvadori & Dresser, 1892)
- A. c. tephronotus – (Gunther, 1865)
- A. c. tauricus – (Menzbier, 1903)
- A. c. major – (Radde, 1884)
- A. c. alpinus – (Hablizl, 1783)
- A. c. passekii – (Zarudny, 1904)
- A. c. trivirgatus – (Temminck & Schlegel, 1848)
- A. c. kiusiuensis – Kuroda, Nagamichi, 1923
- A. c. magnus – (Clark, AH, 1907)